# زهير بن أبي أمية
زُهَيْر بن أبي أمَيَّة بن المغيرة، ابن عمة النبي محمد، وأخو أم سلمة، وأمه عاتكة بنت عبد المطلب.

## سيرته
قيل بأن زهير أسلم، وقيل لم يسلم، ومذكور في المؤلِّفة قلوبهم، وقال ابْنُ إِسْحَاقَ: إنه كان ممن قام في نَقْض الصّحيفة التي كتبتها قريش على بني هاشم، ولم يُسْلمْ منهم غيره وغير هشام بن عمرو. ووقع عند ابْنِ سَعْدٍ في تسمية مَنْ كان يُؤْذي رسول الله  من قريش ويواجهه بالعداوة.
روى ابن منده من طريق مجاهد، عن السّائب شريكِ رسول الله ، قال: جاء بي عثمان وزهير بن أبي أمية، فاستأذنا على رسول الله ﷺ، فأذن لي، فدخلت عليه، فأثنيا عَلَيَّ عنده فقال النبي ﷺ: «أَنَا أَعْلَمُ بِهِ مِنْكُمَا، أَلَمْ تَكُنْ شَرِيكِي فِي الجَاهِلِيَّةِ؟»، فقلت: «بلى، بأبي وأمي، فَنِعْمَ الشَّرِيكُ كُنْتَ، لَا تُدَارِي وَلَا تُمَارِي».
وروى الفاكهيّ من طريق ابن جريج، عن ابن أبي مليكة، أنه أخبره أن علقمة بن وقّاص أخبره أن أم سلمة شهدت لمحمد بن عبد الله بن زهير بن أبي أمية أنَّ أبا ربيعة بن أبي أميّة أعطى أخاه زُهيرًا نصيبَه من ريعه، فقضى معاوية بذلك وعَلقَمَةُ حاضر، وروى عنه السائب بن يزيد.